# Pseudantechinus macdonnellensis
El falso antequino coligrueso (Pseudantechinus macdonnellensis) es una especie de marsupial dasiuromorfo de la familia Dasyuridae endémica de Australia.

## Hábitat y distribución
Colinas rocosas y proximidades de termiteros en las tierras altas de Australia Occidental y desiertos meridionales del Territorio del Norte.

## Características
Pesa 20-45 g y mide 10-11 cm más 8-9 cm de cola.

## Reproducción
Una camada anual.